# Église wallonne d'Amsterdam

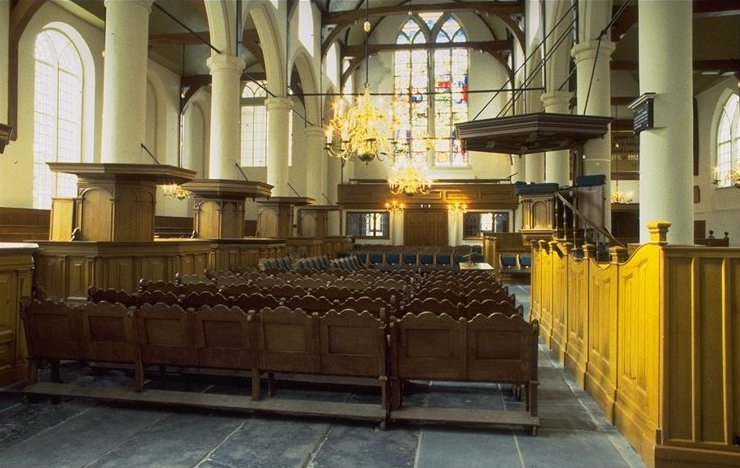
Intérieur de l'église.

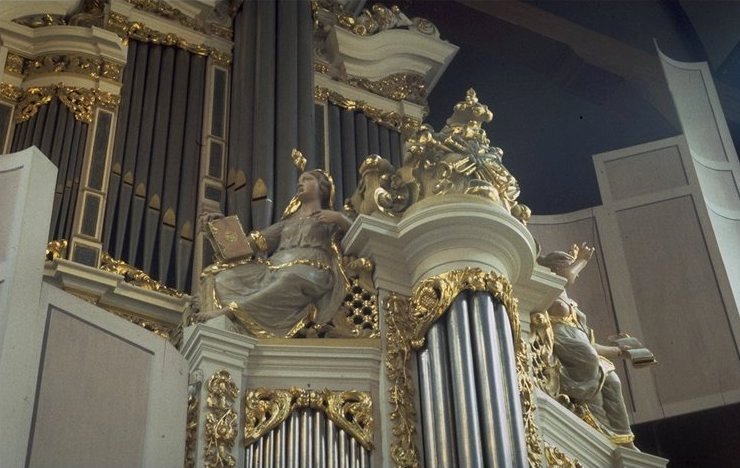
Orgue.

L'église wallonne d'Amsterdam (Waalse Kerk en néerlandais) est une église protestante réformée de langue française située à Amsterdam, aux Pays-Bas. C'est une église wallonne depuis 1586, et un refuge huguenot après la persécution des protestants en France. Tous les dimanches à 11 heures, les offices sont célébrés en français. Le bâtiment, situé le long au canal Oudezijds Achterburgwal, au centre de la ville, est un monument national des Pays-Bas depuis 1970.

## Histoire
L’église wallonne était à l’origine la chapelle du monastère catholique de Saint-Paul. La première chapelle du monastère est construite en 1409, mais est probablement détruite lors de l'incendie de 1452. En 1493, le monastère reçoit l'autorisation de construire une nouvelle chapelle, utilisée trois ans plus tard. En 1578, durant la Alteratie, la réforme protestante d'Amsterdam, la chapelle est confisquée par le gouvernement de la ville. Elle est utilisée comme réserve jusqu'en 1586, date à laquelle elle est offerte à la communauté réformée wallonne, protestants francophones ayant fui la persécution religieuse de l'Inquisition espagnole dans les Pays-Bas méridionaux. C'est l'une des nombreuses églises wallonnes établies en République néerlandaise au cours de cette période — au moins quinze entre 1571 et 1590. 
En 1616, une nouvelle entrée est ajoutée au côté nord de l'église, avec une porte conçue par l'architecte de la ville Hendrick de Keyser. La porte, qui donne accès à la rue Oude Hoogstraat, est ornée de crânes, signe des processions funéraires qui passaient par cette porte. En 1647 est construite la porte d'entrée de l'église, de style classique. 
Le temple, alors composée d'une nef centrale et d'un demi-transept au nord, est agrandie en 1661 par un demi-transeptique au sud.  

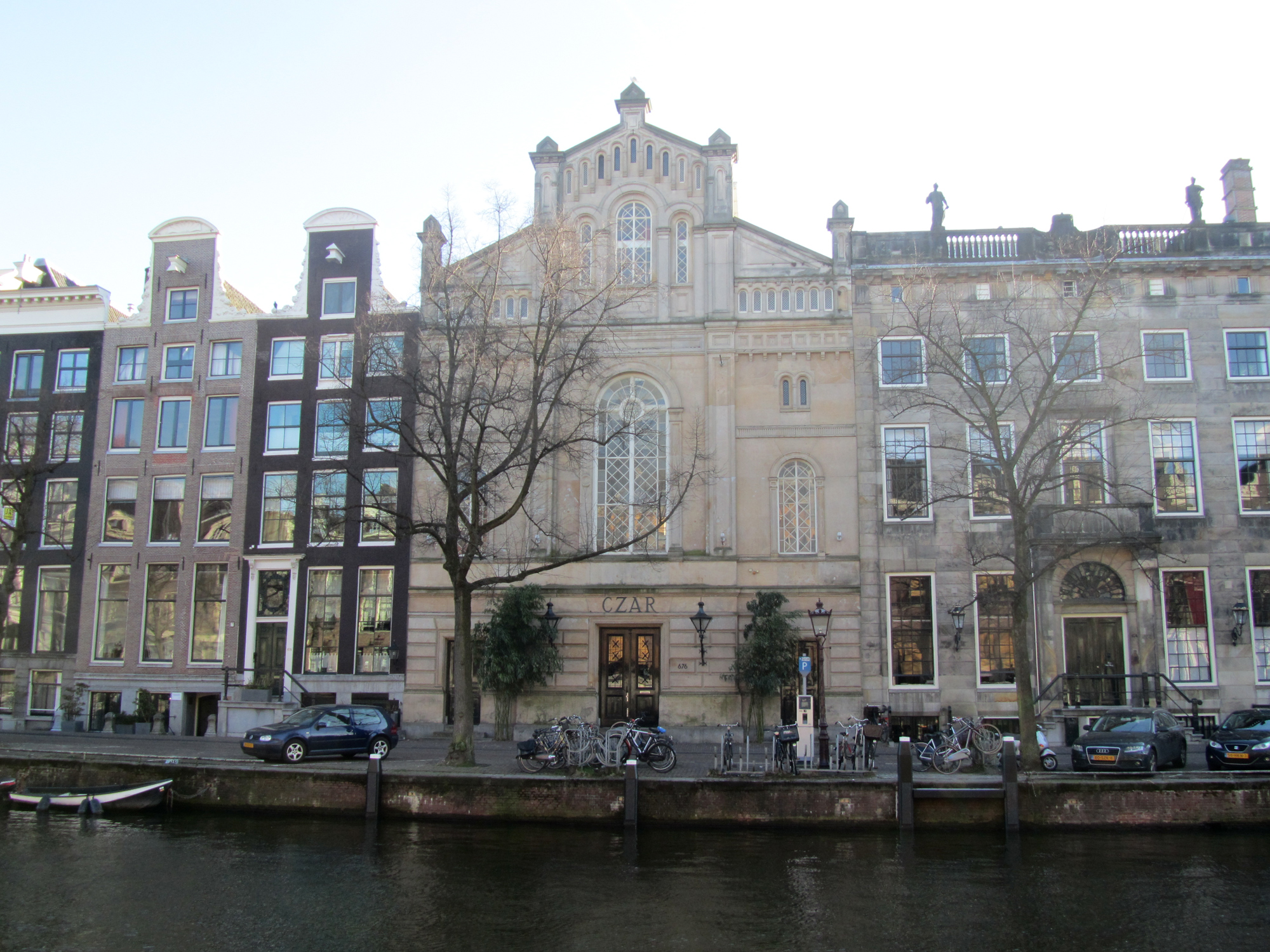
Façade de l'ancienne nouvelle église wallonne.

En 1685, la révocation de l'édit de Nantes provoque une nouvelle vague de réfugiés protestants venus de France, grossissant considérablement la communauté wallonne d'Amsterdam. Afin de pouvoir accueillir la communauté élargie, l'église est agrandie avec des galeries sur les trois côtés. L’église est néanmoins trop petite, et une seconde église est ouverte en 1716 dans une fonderie de cloches désaffectée du canal de Prinsengracht. La première église wallonne est connue par la suite sous le nom de Oude Waalse Kerk (« vieille église wallonne ») ou de Grande Église pour la distinguer de la deuxième église, connue sous le nom de Nieuwe Waalse Kerk (« nouvelle église wallonne ») de Petite Église (« petite église »). 
En 1816 et 1891 sont menées de nouvelles transformations, au cours desquelles les galeries ont été supprimées. En 1990-1992, l'église est restaurée. Les fondations ont été restaurées pour empêcher l'église de couler, en raison de la façade avant installée en 1885. Au cours de cette restauration, de nombreuses pierres tombales sont découvertes. Le balcon a également été restauré. 

### Orgue
En 1680 est construit un premier orgue par le facteur d'orgues de Gand Nicolaas Langlez. Christian Müller reçoit en 1733 le mandat de construire un nouvel orgue, mis en service l’année suivante. Cet orgue est toujours utilisé et est considéré aujourd'hui comme le mieux conservé des orgues de Müller. Dans les années suivantes, l'orgue est réparé et modifié à plusieurs reprises, jusqu'à ce que l'église décide en 1960 de restaurer l'orgue dans son état d'origine. Cette restauration par les facteurs d'orgues Ahrend & Brunzema est achevée en 1965, suivie d'une seconde restauration en 1993 et d'une troisième en 2000. 

### Entraide
En 1631, l’église wallonne achète trois bâtiments rue Laurierstraat, dans le quartier de Jordaan à Amsterdam, et y ouvre un orphelinat. Des orphelins mais aussi des veuves et des personnes âgées y sont logés. En 1683, l'orphelinat est transféré dans un bâtiment du canal Vijzelgracht. Il est fermé en 1967. Le bâtiment abrite désormais le centre culturel de l'Institut français des Pays-Bas. 
En 1671, ouvre un hospice, le Walen-Weeshui. Il est transformé en consulat général de France à Amsterdam et le 10 août 1967 est inauguré un nouvel hospice, agrandi en 1973. Il abrite la bibliothèque wallonne. 
| Nom                      | Entrée | Sortie |
| ------------------------ | ------ | ------ |
| François Chavannes       |        |        |
| Ferdinand Henri Gagnebin | 1857   | 1889   |
| François Brun            | 1865   | 1892   |
| Marie-Adrien Perk        | 1872   | 1900   |
| Samuel Joseph Richard    | 1891   | 1912   |
| François Élisée Pouget   | 1892   | 1918   |
| Silas Debry              | 1894   | 1920   |
| Ernest Jean Arnal        | 1914   | 1947   |
| Georges Roth             | 1947   | 1964   |
| Marc Jospin              | 1948   | 1967   |
| Rolf Gerrit Harro Boiten | 1961   | 1975   |
| André Richardot          | 1964   | 1977   |
| Gilles Castelnau         | 1968   | 1974   |
| Maryse Hubatka-Hegeman   | 1974   | 1976   |
| Michel Languillat        | 1976   | 1978   |
| Philippe Fromont         | 1979   | 19?    |
| ?                        |        | ?      |
| Henk Spoelstra           | 2018   |        |